# 傑蒂半島
傑蒂半島是南極洲的半島，位於麥克羅伯特森地，從比弗湖東面向北延伸約30英里至阿梅里冰架，該半島在1956年由澳大利亞南極探險隊發現。
70°30′S 68°54′E / 70.500°S 68.900°E